# Jasionówka (Dąbrowa Białostocka)
Jasionówka – część miasta Dąbrowa Białostocka  w powiecie sokólskim, w województwie podlaskim. Dawniej samodzielna wieś, trzy razy włączana do Dąbrowy. Rozpościera się wzdłuż ulicy o nazwie Jasionówka, na południe od centrum miasta.

## Historia
Jasionówka to dawniej samodzielna wieś należąca do gminy Dąbrowa w powiecie sokólskim, od 1918 w województwie białostockim. 13 października 1919 wyłączono ją z gminy Dąbrowa i włączono (po raz pierwszy) do odzyskującej prawa miejskie Dąbrowy.
Podczas okupacji hitlerowskiej odebrano prawa miejskie Dąbrowie, a miasto podzielono w 1944 roku na pięć gromad, w tym Jasionówka, które włączono ponownie do gminy Dąbrowa. Stan rzeczy ustawodawstwo polskie usankcjonowało ze znacznym opóźnieniem, bo dopiero 1 stycznia 1951.
Jesienią 1954, w związku z reformą administracyjną państwa, Jasionówka weszła w skład nowo utworzonej gromady Dąbrowa. 1 stycznia 1956 roku gromadę przyłączono do nowo utworzonego powiatu dąbrowskiego w województwie białostockim.
1 stycznia 1965 gromadę Dąbrowa Białostocka zniesiono w związku z nadaniem jej praw miejskich, w związku z czym Jasionówka stała się po raz drugi częścią Dąbrowy Białostockiej.
Stan rzeczy utrzymał się zaledwie cztery lata, bo już 1 stycznia 1969 Jasionówkę ponownie wyłączono z Dąbrowy Białostockiej, włączając ją do reaktywowanej gromady Dąbrowa Białostocka jako samodzielna wieś.
Samodzielną wsią Jasionówka pozostała tylko cztery lata, bo już 1 stycznia 1973 – w związku z kolejną reformą administracyjną kraju – włączono ją po raz trzeci do Dąbrowy Białostockiej